# Archaia Entertainment
Archaia Entertainment est une maison d'édition américaine fondée en 2002 sous le nom Archaia Studios Press, filiale de Boom! Studios depuis juin 2013.

## Publications
- Max Allan Collins (Livres et série Quarry)
- Lantern City
- Jeremy Bastian - Mouse Guard (2010)
- Mr. Murder Is Dead
- The Killer de Matz et Luc Jacamon
- The Black Dahlia de David Fincher, Matz, James Ellroy et Miles Hyman
- Lucid de Michael McMillian, Anna Wieszczyk
- Sean Rubin (en) - Bolivar (2017) ; Bolivar Eats New York (2019)
- Chad Michael Murray, Danijel Zezelj ... - Everlast (2011)
- Jeremy Bastian - Cursed Pirate Girl (2009)

Stephen Christy (en)
- An Elegy for Amelia Johnson (2011)
- Jim Henson's The Dark Crystal: The Novelization (2014)
- Jim Henson's Labyrinth: The Novelization (2014)
- Jim Henson's The Storyteller: The Novelization (2014)
- Jim Henson's Tale of Sand Screenplay (2014)